# Hentai Ōji to Warawanai Neko.
Hentai Ōji to Warawanai Neko. (変態王子と笑わない猫。 lit. El príncipe pervertido y el gato que no sonríe.?), también conocido como HenNeko (変猫), o Towanai (とわない) es una serie de novelas ligeras japonesa escritas por Sō Sagara e ilustradas por Kantoku. Se publicaron un total de 13 volúmenesMedia Factory en la revista MF Bunko J. Actualmente se publica una adaptación al manga con la historia a cargo del mismo autor de las novelas Sō Sagara, pero con el arte a cargo de Okomeken. Además, fue realizada una adaptación al anime producida por J.C.Staff y emitida del 13 de abril al 21 de junio de 2013 en Japón.

## Argumento
La historia se centra en Yōto Yokodera que es un estudiante de cuarto año de secundaria quien se pasa la vida pensando en las chicas y posiblemente  el mayor pervertido de la escuela, pero nadie piensa que sea un pervertido porque sus intenciones son mal entendidas. Su problemática es que no es bueno para mostrar sus verdaderas emociones. Un día, su igualmente pervertido mejor amigo se transforma por completo y se deshace de sus "pensamientos impuros"; una hazaña que atribuye al poder de la estatua del "Gato de Piedra". Como sugieren los rumores, uno puede desear eliminar un rasgo de personalidad de sí mismo que ya no desea tener. Sin embargo, esto eliminará el rasgo no deseado y se lo dará a alguien que lo necesite y para concretar tu deseo debes entregar una ofrenda. Mientras Yōto hace su ofrenda a la estatua, una chica llamada Tsukiko Tsutsukakushi llega para hacer su deseo de poder ser más como una adulta y no mostrar sus emociones tan fácilmente.
Ambos le desean al gato de piedra y para su sorpresa al día siguiente en la escuela, Yōto no puede decir mentiras, y Tsukiko no puede mostrar ninguna emoción en absoluto. Después de darse cuenta de que no les gusta el cambio que sucedió, trabajan juntos para tratar de averiguar quién recibió el rasgo que les quitaron para recuperarlo. Conocen a Azusa Azuki, una atractiva chica de cuarto año que acaba de trasladarse a su escuela. Muchos chicos de la escuela siempre se confiesan con ella, pero no tiene amigos y siempre está sola. Yōto descubre que Azusa es el que recibió su rasgo de personalidad no deseado y trata de recuperarlo. A medida que los dos intentan recuperar el rasgo no deseado, desarrollan sentimientos el uno por el otro.

## Personajes principales
Yōto Yokodera (横寺 陽人 Yokodera Yōto?)
Voz por: Yūki Kaji
Doblaje (Hispanoamérica): Lalo Garza
Yōto es un joven estudiante de secundaria. Se considera un completo pervertido, pero siempre que intenta mostrar su perversión los demás lo interpretan como un buen acto, ya que posee (sin quererlo) una especie de "instinto de relaciones públicas" que hace ver a los demás una fachada equivocada de él. Escuchó una historia sobre la estatua de un gato sobre una colina al que, si le ofrece sus preciadas posesiones y a continuación piden librarse de aquello que no quieren, se lo quitan y se lo da a alguien que lo necesite. Harto de que lo juzguen bien, va a pedir un deseo a la estatua del gato y allí es donde conoce a Tsukiko. Ella quiere librarse también de sus emociones, puesto que es muy transparente con sus sentimientos, y esto se ve reflejado en su rostro. Después de deshacerse de sus atributos, no pasa mucho tiempo antes de que se arrepientan, y buscan desesperadamente a la persona a la que le fue dado sus rasgos. Así es cuando Yōto conoce a Azuki Azusa, la persona que recibió su instinto de RP. 
Tsukiko Tsutsukakushi (筒隠 月子 Tsutsukakushi Tsukiko?)
Voz por: Yui Ogura
Doblaje (Hispanoamérica): Nycolle González
Tsukiko es otra estudiante, un año menor que Yōto. Su deseo consistía en pedir que la liberasen de sus emociones, puesto que le resultaba difícil disimularlas por culpa de su rostro. Es ahí cuando conoce a Yōto (por segunda vez, aunque él no lo recuerda). Desde ese momento se hacen amigos y colaboran conjuntamente para recuperar sus fachadas. Aparentemente tiene sentimientos por Yōto, aunque es imposible de saberlo con seguridad, ya que se vuelve una persona completamente fría desde el deseo.
Es hermana de Tsukushi. Al comienzo da la impresión de que no se lleva bien con su hermana porque Tsukushi la "desprecia", pero finalmente se descubre el por qué de ese poco trato con su hermana.
Azusa Azuki (小豆 梓 Azuki Azusa?)
Voz por: Kaori Ishihara
Doblaje (Hispanoamérica): Alina Galindo
Es una estudiante del mismo instituto de Yōto y Tsukiko. Trata de actuar todo el tiempo como una "señorita" (ojō) y rechaza a todo aquel que se le confiese. Ella recibió el instinto de RP de Yōto, así que todos malinterpretan sus acciones. Aunque todo eso es una fachada, realmente ella es una chica solitaria que vive en un apartamento y solo quiere hacer amigos, pero le es imposible porque continuamente cree que la gente trata de burlarse de ella y engañarla. Esto le provocó problemas en su antiguo instituto y fue entonces cuando se transfirió. Aunque sus compañeros anteriores no tuvieron nunca una mala intención con ella. Sin contar que como es una rica heredera tiene que alejarse de los chicos que no son de su clase.  
Tsukushi Tsutsukakushi (筒隠 つくし Tsutsukakushi Tsukushi?)
Voz por: Yukari Tamura
Doblaje (Hispanoamérica): Diana Nolan
Es la capitana del equipo de atletismo. Nombró a Yōto como el nuevo capitán creyendo que este iba a atletismo todos los días sin faltar por amor al deporte, pero aunque en realidad él solo quería espiar a las chicas del equipo de natación, ella lo malinterpretó completamente. Es una persona muy estricta que exige continuamente a los demás con un shinai que suele llevar con frecuencia.
Emi (エミ?)  / Emanuela Pollarola (エマヌエーラ・ポルラローラ Emanuēra Porurarōra?)
Voz por: Aimi Terakawa
Doblaje (Hispanoamérica): Regina Tiscareño
Es una niña que hizo una promesa con Yokodera en Italia cuando ella lloraba porque una monja le dijo débil ante sus compañeras. Tiene una mini estatua del dios gato que concede deseos como el del almacén de Tsutsukakushi.

## Otros personajes
Ponta (ポン太?)
Voz por: Hirofumi Nojima
Doblaje (Hispanoamérica): David Allende
Es el mejor amigo de Yokodera y fue quien le dijo a este de la estatua de gato que cumplía deseos si le dabas algo que ya no necesitaba para alguien que si lo necesitaría y que gracias a esto pudo dejar atrás su perversión.
Mai Maimaki (舞牧 麻衣 Maimaki Mai?)
Voz por: Yuka Takakura
Doblaje (Hispanoamérica): Wendy Malvárez
Mai es la vicepresidenta del club de atletismo. Admira a Tsukushi y quiere ser su sucesora. Esto la pone en desacuerdo con Yōto, que es otro candidato para el próximo presidente del club. Su personalidad es fría y dura, lo que la aísla de los demás. En realidad, está celosa de la capacidad de Yōto para hacer amigos fácilmente y finalmente forman una amistad platónica. Se insinúa que ella es más pervertida que Yōto. Solía ser amiga de Azusa cuando eran jóvenes.
Tsukasa Tsutsukakushi (筒隠 つかさ Tsutsukakushi Tsukasa?)
Voz por: Harumi Sakurai
Doblaje (Hispanoamérica): Alicia Barragán
Tsukasa era la madre de Tsukiko y Tsukushi, quienes murieron cuando eran jóvenes debido a complicaciones de una infección causada por una inundación. Era una persona muy agradable, aunque a veces sonaba malvada. Tras la muerte de su marido, sus hijas se mudaron a Italia y vivieron con los padres de su marido debido a su mala salud. Esto provocó que se formara una brecha entre ella y Tsukushi, quien creía que su madre la había abandonado a ella y a Tsukiko. Mientras vivía sola, Tsukasa confeccionó ropa tanto para Tsukiko como para Tsukushi, y también se hizo cargo de Yōto, quien la haría compañía. Tsukasa se reunió con sus hijas antes de su muerte.
Sra. Azuki (梓の母親 Azuki no Hahaoya?)
Voz por: Aki Toyosaki
Doblaje (Hispanoamérica): Ale Delint
La madre de Azusa, que es una persona muy amable y ama a las tortugas.
El Gato de Piedra (笑わない猫 Warawanai Neko?)
 Seiyū: [[Yurika Kubo]]
Doblaje (Hispanoamérica): Ale Delint
El Gato de Piedra (también conocido como el Dios Gato) es la entidad que ha sido adorada por la familia Tsutsukakushi durante generaciones. Tiene la capacidad de conceder y revertir deseos. También tiene la capacidad de poseer personas o animales, como se muestra cuando posee tanto el conejo de Azusa como el de Ponta. El Dios Gato habla con voz femenina.

## Lanzamiento

### Novela ligera
Hentai Ōji to Warawanai Neko. comenzó a publicarse como novela ligera escrita por Sō Sagara y con ilustraciones proporcionadas por Kantoku. El primer volumen fue publicado por la editorial Media Factory en la revista MF Bunko J el 31 de octubre de 2010. Cuenta con 13 volúmenes, siendo su última entrega el 25 de marzo de 2019.

### Manga
Una adaptación al manga por Sō Sagara e ilustrado por Okomeken, comenzó a ser publicada en la revista Monthly Comic Alive de la editorial ASCII Media Works en junio del 2011. Ocho volúmenes han sido publicado hasta la fecha.

### Anime
La adaptación a serie de anime de Hentai Ōji to Warawanai Neko fue producida por J.C.Staff con la dirección de Yōhei Suzuki. El anime comenzó a emitirse el 13 de abril de 2013.

#### Lista de episodios
En la siguiente tabla se listan los episodios de la serie, su rōmaji y kanji correspondiente, y la fecha de emisión en Japón.
| # | Título | Estreno             |
| --- | --- | ------------------- |
| 1 | «El pervertido y el gato de piedra» «Hentai-san to Warawanai Neko» (変態さんと笑わない猫)                 | 13 de abril de 2013 |
| Yōto Yokodera, un escolar pervertido, termina siendo nominado como presidente del club de atletismo por Tsukushi Tsutsukakushi debido a su incapacidad para ser honesto acerca de su naturaleza pervertida. Más tarde ese día, su amigo le cuenta sobre una estatua conocida como el 'gato de piedra' que supuestamente concedió su deseo de eliminar sus pensamientos impuros. Queriendo ser más honesto con sus sentimientos, Yōto viaja hasta la colina donde yace el gato de piedra, donde conoce a una chica llamada Tsukiko Tsutsukakushi, quien también quiere pedirle un deseo al gato de piedra para que sus emociones no se muestren fácilmente. Mientras ambos piden sus deseos, ocurre un destello repentino, y los dos descubren que una de sus pertenencias que habían traído, un cinturón y un bollo de carne, han desaparecido, pero no piensan mucho en ello. Al día siguiente, cuando Yōto se encuentra con una popular estudiante transferida, Azusa Azuki, se encuentra explicándole abiertamente sus pensamientos pervertidos, lo que le valió el título de "príncipe pervertido" entre sus compañeros de clase. Más tarde se encuentra con Tsukiko, quien de repente se ha encontrado incapaz de mostrar ninguna emoción, y se da cuenta de que esto es obra del gato de piedra. Al darse cuenta de que necesitan encontrar a las personas a las que se transfirieron sus rasgos y convencerlos de que deseen volver a sus dueños originales, otro encuentro tímido los lleva a deducir que Azusa ahora posee el rasgo de Yōto de contener sus verdaderos sentimientos. Poniendo esto a prueba, Yōto presenta una escena pública de su deseo de convertirse en el perro leal de Azusa, lo que hace que Azusa, incapaz de ir contra el impulso de ocultar su honestidad, finalmente se rinda. | |                     |
| 2 | «El hada no se enfada» «Yōsei-san wa Okoranai» (妖精さんは怒らない)                                       | 20 de abril de 2013 |
| Mientras Yōto lleva a Tsukiko a un café de animales para discutir su próximo movimiento, coinciden en descubrir que Azusa trabaja a tiempo parcial como sirvienta. Tienen la intención de acercarse a Azusa después de su turno, pero se ven obligados a huir cuando son reprendidos por un conserje por refugiarse de la lluvia cerca de un hotel del amor. Sin embargo, pronto la encuentran trabajando en otro trabajo a tiempo parcial, y luego descubren que vive sola en un apartamento. Después de que Yōto confronta a Azusa sobre esto, él le pide una cita para sacarla del trabajo, y Tsukiko decide seguirlos. Sin embargo, Azusa no está contenta con las opciones de Yōto para los lugares de citas, por lo que Tsukiko interviene y en su lugar la llevan a un centro de juegos de arcade, donde Tsukiko le gana a Azusa una tortuga de peluche. A pesar de lograr llevarse bien, Azusa se enoja un poco cuando Yōto saca a relucir el tema de los amigos. En ese momento, la presidenta de atletismo y la hermana mayor de Tsukiko, Tsukushi, aparecen, lo que obliga a Yōto y Tsukiko a huir cuando les preguntan por su 'cita'. Cuando regresan al centro de juegos, descubren que Azusa está siendo atormentada por algunas chicas de su antigua escuela, dejándola fría hacia Yōto y Tsukiko, creyendo que la habían dejado a un lado. | |                     |
| 3 | «Confíame tus problemas antes de deprimirte por ellos» «Kanishimu Mae ni Koe o Dase» (哀しむ前に声を出せ) | 27 de abril de 2013 |
| Después de no conseguir que Azusa le hablara, Yōto sube a la colina, donde yace el gato de piedra, para hablar con Tsukiko sobre Azusa en la noche del mismo día. Al día siguiente, Yōto se enfrenta a sus excompañeros de clase, Morii y Moyama, por lo que sucedió en el centro de juegos de arcade. Aparentemente, se habían burlado de ella en su antigua escuela debido a que se saltaban mucho, diciéndole que su clase se iría de excursión a Hokkaido cuando en realidad iban a Okinawa, lo que la llevó a desconfiar de los demás. Después de escuchar esto, Yōto lleva a Azusa al gato de piedra, contándole sobre la fachada que ella adquirió y manifestando su sincero deseo de convertirse en su verdadero amigo. Después de llegar a comprender sus sentimientos, Azusa le desea al gato de piedra, devolviendo su fachada a Yōto. Mientras tanto, Tsukiko recuerda el momento en que Yōto una vez le dio un consejo sobre cómo llevarse bien con los niños en un sueño. Después de mostrarle a Yōto una presentación de la historia basada en este encuentro, que no le suena, Tsukiko explica que no se lleva bien con Tsukushi y cree que su hermana la odia. | |                     |
| 4 | «Como derrotar a la despreocupada monarca» «Kiraku na Ō no Heishihō» (気楽な王の斃し方)                   | 4 de mayo de 2013   |
| Tsukiko explica que siente que su comportamiento pegajoso alejó a Tsukushi de ella, lo que la llevó a pedirle el deseo al gato de piedra. Mientras Yōto intenta preguntarle a Tsukushi sobre esto, ella le dice que ella fue quien hizo el gato de piedra como una forma de disculparse con Tsukiko después de una discusión. Al día siguiente, Tsukiko le pide a Yōto que la ayude a comprar disfraces para sus actuaciones con los niños. Más tarde esa noche, Yōto se encuentra con Tsukushi, quien afirma que quiere deshacerse de sus lazos de hermana con Tsukiko y no cree que su falta de expresiones esté relacionada con el gato de piedra. Posteriormente, Tsukiko expresa su preocupación de que si recuperara sus expresiones, no habría nada que la conectara con Yōto. Queriendo ayudar a Tsukiko, Yōto consigue la ayuda de Azusa y llama a Tsukushi al gato de piedra. Allí, le pide al gato de piedra que le quite las ganas de huir a cambio de su ropa interior. Él anuncia que ama a Tsukiko como su hermana pequeña, lo que lleva a Tsukushi a revelar que ama a Tsukiko, aunque de una manera romántica y que quiere cortar sus lazos de hermana para poder casarse en Massachusetts. un sueño que Tsukiko rápidamente derriba. Tsukushi luego llama al gato de piedra, quien le devuelve el bollo de carne que contiene las expresiones de Tsukiko, pero Tsukiko decide dárselo a Tsukushi. Algún tiempo después, como el poder del gato de piedra aparentemente ha desaparecido y Tsukiko ha sido bastante frío con él, Yōto se sorprende al descubrir que su casa ha desaparecido repentinamente. | |                     |
| 5 | «Adiós a mi hogar» «Sayonara Mai Hōmu» (さよならマイホーム)                                               | 11 de mayo de 2013  |
| Cuando Yōto le pide ayuda a Tsukiko para determinar el paradero de su casa, Azusa se siente frustrada, habiendo ido con Morii y Moyama a Okinawa esperando que Yōto también se presente, cuando acababa de arreglarlo para que pudieran reconciliarse. Con la lluvia cayendo, Tsukiko invita a Yōto a pasar la noche, lo que lleva a varias situaciones incómodas cuando Tsukushi llega a casa cuando sale del baño. Mientras intenta liberarse del agarre de un Tsukushi dormido más tarde esa noche, Yōto la escucha mientras duerme hablando de sus temores de que Tsukiko la deje. Mientras tanto, en Okinawa, Morii colapsa repentinamente con una leve fiebre, pero Azusa y Moyama lo ayudan. Después de que Morii se recupera, ella y Azusa se disculpan y reafirman su amistad. De vuelta en la casa Tsutsukakushi, mientras Yōto se esconde dentro del edificio para evitar la ira de Tsukushi después de caminar sobre Tsukiko desnudo, descubre en su almacén, entre las pertenencias de su casa, una gran estatua de gato de piedra. | |                     |
| 6 | «Bienvenido, amigo mío» «Yōkoso Mai Furendo» (ようこそマイフレンド)                                       | 18 de mayo de 2013  |
| En la última noche de las vacaciones de verano, Tsukiko encuentra a Yōto durmiendo en su cuarto de almacenamiento. Yōto explica que la sala de almacenamiento tiene todo lo que se encuentra en su casa y cree que la estatua del gato tiene algo que ver con eso. Al día siguiente, Yōto le pregunta a Tsukushi sobre la estatua del gato y ella le dice que es un dios al que su familia adora. Tsukushi le pide a Yōto un favor para engañar a su "hermano gemelo" para que puedan matarlo, pero Yōto dice que Tsukiko estaría triste por lo que primero debe encontrar una manera de disuadir a Tsukiko de que le guste el "hermano gemelo" de Yōto. Más tarde esa noche, mientras está en el almacén, Azusa lo llama y le pregunta por qué no la llamó y si quiere ver a Azusa en su traje de baño. Mientras habla por teléfono, dice que desea ver a Azusa en su traje de baño y de repente se cae encima de Yōto. Más tarde esa noche después de la cena, Yōto le explica a Tsukiko lo que sucedió y le dice que el dios gato debe haber sido la causa. Tsukiko se siente culpable y se disculpa, y dice que solo deseaba estar junto a Yōto. Cerca de la hora de acostarse, mientras Yōto está pensando en algo, Tsukushi irrumpe y trata de seducir a Yōto en un intento de desanimar a Tsukiko. En su conversación, Yōto descubre que Tsukushi solo lo hizo por Tsukiko porque tenía miedo de que Yōto se la llevara y la dejara. En el fragor de la conversación, desea que el mundo caiga en ruinas, y en un instante el dios gato le concede su deseo y todo el edificio se derrumba dejando una escena de devastación. | |                     |
| 7 | «Algún día, mi familia» «Itsuka wa Mai Famirī» (いつかはマイファミリー)                                   | 25 de mayo de 2013  |
| Después de que Yōto y Tsukushi salen del edificio, la tormenta se vuelve más fuerte lentamente y Yōto sospecha que el deseo de Tsukushi lo causó. Empiezan a mover objetos importantes al nivel superior de la casa en la habitación donde Tsukushi guarda las fotos de su hermana. Tsukiko responde derribando las fotos. Yōto baja las escaleras para llevar la televisión y ve el altar de los padres de Tsukiko y ofrece sus oraciones y agradece a sus hijas por su hospitalidad. Tsukushi entra y comenta que no es frecuente que la gente se incline ante el altar de otra persona y agradece a Yōto por orar. Todos se aburren cuando terminan de mover los elementos importantes. Tsukiko luego sugiere jugar un juego de cartas. Más tarde, Yōto se entera de que alguien deseaba la 'tormenta' en la casa y se da cuenta de que el deseo de que Tsukushi cancelara solo afectó al almacén mismo. Yōto se enfrenta a Tsukiko después de pedirle a Azusa que lo ayude a hacer que Tsukushi salga de la habitación. Después de ser confrontada por Yōto, Tsukiko cancela su deseo y la tormenta amaina de inmediato. Después del incidente, Yōto le muestra a Tsukushi que su 'hermano' no existe, pero Tsukushi no le cree y confiesa al "hermano de Yōto". Ella le dice que tiene la intención de casarse con él y su hermana, y besa a Yōto en la mejilla. Azusa ve esto e inmediatamente corre a la casa de Tsutsukakushi para pedirle un deseo al gato de piedra en el almacén. | |                     |
| 8 | «Una chica al 100%» «100% no On'na no Ko» (100%の女の子)                                                  | 1 de junio de 2013  |
| Mientras discuten sus planes para el festival escolar, Yōto y Tsukiko se topan con una chica de cabello rosado llamada Emi. Se les ocurre que Emi es la hermana menor de Ponta. Ponta luego le pide a Yōto que lleve a Emi a un recorrido por su escuela, a lo que Yōto luego acepta. Más tarde, Emi descubre que Yōto es considerado un gran pervertido en su escuela y de repente desea que su estatua de gato en miniatura haga que Yōto sea popular y su escuela sea más agradable. El resultado del deseo de Emi convierte la arquitectura de su escuela en la antigua Roma, y las chicas usan trajes de baño como uniformes mientras se dirigen a Yōto como "Príncipe". Tsukiko más tarde culpa a Yōto como el creador del deseo y le pide que lo cancele de inmediato. Tsukushi, por otro lado, se pone del lado de Yōto para que ella pueda mostrar su lado bueno al "hermano gemelo malvado" de Yōto. Luego, en la casa de Yōto, mientras Tsukushi busca fotos del "gemelo" de Yōto, Yōto se da cuenta de algo sobre Emi, ya que la "hermana pequeña" de Ponta es en realidad su conejo mascota. | |                     |
| 9 | «El príncipe feliz» «Kōfuku na Ōji» (幸福な王子)                                                          | 8 de junio de 2013  |
| Yōto va camino de la escuela, todavía molesto por los deseos de Emi y el comportamiento frío de Tsukiko hacia él, y en el camino se encuentra con Ponta, quien le informa que su conejo ha desaparecido. Yōto se da cuenta de que el deseo de Emi de ser la hermana de Ponta ha sido cancelado. Se reconcilia con Azusa en la escuela y le pide que lo ayude a encontrar el conejo perdido de Ponta. Emi y Tsukiko tienen un concurso de natación en el que el resultado es un empate, y después del concurso, Emi cancela su deseo de que todas las chicas de la escuela usen trajes de baño. Ponta luego recupera su conejo perdido gracias a los esfuerzos de Azusa y recuerda la estrecha relación de Emi y Yōto, para gran desconcierto de Yōto. A la mañana siguiente, Emi cancela todos sus deseos después de hablar mal de Yōto, quien más tarde se da cuenta de que no todos los deseos de Emi fueron cancelados, con partes de la escuela que todavía lucen italianas. Tsukushi le revela a Yōto que se está trasladando a Italia. De repente, se ve a Emi contemplando el suicidio en lo alto de la torre de la escuela. Azusa le dice a Yōto cómo llegar a la cima de la torre y él habla con Emi para apaciguar su situación. Yōto y Emi descubren que Azusa está siendo poseída por el dios gato después del deseo de Azusa de convertirse en una nueva persona. El dios gato explica que todo fue el deseo de Yōto de convertir su escuela en Italia desde el principio y que Emi es solo una herramienta menor para su cumplimiento. Inicialmente, Emi desea que el dios gato se vaya al infierno, lo que llevaría consigo el cuerpo de Azusa y el dios gato le dice a Yōto que puede perdonar a Azusa cancelando sus deseos, sacrificando a Emi por Azusa. En cambio, Yōto besa a la fuerza a Azusa, sacándola del control del dios gato mientras cancela el deseo de Yōto y al final perdona a Emi. | |                     |
| 10 | «Por mucho tiempo» «Ichiban Nagai to Iu Koto» (一番長いということ)                                        | 15 de junio de 2013 |
| Como la cancelación de Yōto de su deseo solo tuvo un efecto parcial en su escuela junto con la repentina desaparición de la estatua del gato, Azusa se enamora locamente de Yōto, para gran disgusto de Mai. Chequeando a Tsukushi, Tsukushi le pide a Yōto y Mai que hagan las paces antes de que ella se vaya a Italia, pero falla. Más tarde, Yōto encuentra a Tsukiko lamentándose en su habitación mientras ella se esconde dentro de la almohada de abrazo de Yōto, pero luego es descubierta por el mismo Yōto. Tsukiko más tarde deja la habitación de Yōto después de darse cuenta de que Yōto conoció a Emi mucho antes que ella, a pesar de sus afirmaciones anteriores de que ella era la que conocía a Yōto por más tiempo. Yōto encuentra billetes de avión a Roma y una carta enviada por los abuelos de Tsukiko. Mientras tanto, mientras Yōto lleva a Emi a dar un paseo, Emi se da cuenta de que algo le preocupa a Yōto y le dice que lo solucione. En la residencia Tsutsukakushi, Yōto (disfrazado de su "gemelo malvado") y Tsukushi hablan sobre los padres fallecidos de este último y la desaprobación de ir a Italia a vivir con sus abuelos. Tsukushi tiene la intención de buscar evidencia concreta de que su difunta madre y ellos vivan juntos a través de fotos antiguas, pero termina con las manos vacías. Tsukushi y Tsukiko luego afirman que se habían encontrado con Yōto en el pasado y luego buscan evidencia al respecto, pero solo encuentran una imagen desenfocada de la difunta madre del hermano. Mientras acompaña a Tsukiko, Azusa interviene y tiene una charla con Yōto. Posteriormente, Tsukiko expresa sus celos hacia Azusa a Yōto. Alegando que conocer a Yōto por más tiempo le daría la ventaja, Tsukiko desea ver el pasado ella misma, seguida de Yōto. De repente, un conejo poseído por el dios gato concede su deseo.                                    | |                     |
| 11 | «Adentro de la casa de Tsutsukakushi» «Tsutsukakushi-san no Ie no Naka» (筒隠さんの家の中)                | 22 de junio de 2013 |
| Tsukiko y Yōto regresan diez años atrás por el dios gato. Mientras se dirigen a la mansión Tsutsukakushi, se encuentran con Ponta, Mai, Azusa y, finalmente, con Yōto, para asombro de Tsukiko. Poco después, conocen a la madre de Tsukiko, Tsukasa, que es descarada pero de alguna manera suave con el joven Yōto, quien al mismo tiempo habla mal de él. A través del joven Yōto, Yōto y Tsukiko son invitados a cenar en la mansión de Tsukasa, que está en un ligero desorden. Aquí, Yōto y Tsukiko descubren que Tsukasa actualmente vive sola y la joven Yōto la visita constantemente para hacerle compañía a Tsukasa, para sorpresa de Yōto y Tsukiko. Mientras tanto, Yōto afirma que no recuerda nada sobre la interacción con Tsukasa, y luego se entera de que sus hijas viven actualmente en Italia después de la muerte del esposo de Tsukasa. A la mañana siguiente, Yōto se topa con una joven Tsukiko y más tarde con Tsukushi, quien está profundamente herida porque su madre los abandona. Tsukasa llega, lo que hace que Tsukushi se escape con dureza, y Tsukiko luego reprende a Tsukasa por ser una madre horrible. De vuelta en la mansión, un borracho Tsukasa viste a la joven Yōto con ropa de niña mientras una borracha Tsukiko yace encima de Yōto. Algún tiempo después, Tsukiko encuentra a Tsukasa cosiendo ropa para sus hijas. Tsukasa se lamenta porque los resultados de su incapacidad para cuidar de sus hijas la han llevado a su estado menguante cuando finalmente se desmaya. | |                     |
| 12 | «El príncipe pervertido y sus recuerdos desconocidos» «Ōji to omoide fumei hentai» (王子と思い出不明変態) | 29 de junio de 2013 |
| Mientras Tsukasa enferma está siendo tratado por el joven Yōto, la joven Tsukushi, junto con Tsukiko, accede a visitar a su madre una vez más después de que Yōto los persuade. En la mansión, las jóvenes Tsukushi y Tsukiko usan la ropa que su madre hizo a mano. Sabiendo que su madre las amaba, la joven Tsukushi se lamenta por querer tener recuerdos con su madre. El joven Yōto reprende a Tsukushi, pero no obstante, le da sus preciosos recuerdos con Tsukasa por su bien al desearle al dios gato, lo que hace que el Yōto actual se olvide de conocer a los Tsutsukakushis y Emi en el pasado. Mientras tanto, Yōto y Tsukiko regresan al presente. Después de regresar a la mansión, Tsukushi decide no ir a Italia y luego, Yōto y Tsukiko se besan. Días después, Yōto, junto con Tsukiko, Tsukushi, Azusa, Emi y Mai se divierten en un parque de diversiones. | |                     |

#### Música
El opening es "Fantastic Future", interpretado por Yukari Tamura, y el ending es "Baby Sweet Berry Love" interpretado por Yui Ogura.

## Recepción
El manga vendió 22,076 copias en la semana del 22 al 28 de agosto de 2011.